# Leonid Krasin
Leonid Borisovich Krasin (em russo:  Леони́д Бори́сович Кра́син; Curgã, 15 de julho de 1870 — Londres, 24 de novembro de 1926) foi um engenheiro, empreendedor social e político e diplomata bolchevique soviético.

## Primeiros anos
Krasin nasceu em Curgã, Governado de Tobolsk na Sibéria. Seu pai, Boris Ivanovich Krasin, era o chefe de polícia local. O jovem Leonid era um aluno-estrela na escola e conheceu o explorador americano George Kennan quando visitou a Sibéria. Juntou-se ao Partido Operário Social-Democrata Russo (POSDR) durante a década de 1890. Graduou-se no Instituto Tecnológico de Kharkov em 1901.

## Ativismo político
Na divisão do POSDR em 1903 entre mencheviques e bolcheviques, Krasin apoiou este último e foi eleito para o Comitê Central no mesmo ano.
Arrestado no final da década de 1890, foi enviado ao exílio interno na Sibéria, onde trabalhou como desenhista na ferrovia Transiberiana. Com a libertação do exílio em 1900, ele se mudou para Baku, onde Josef Stalin também estava ativo na época. Enquanto isso, usou seus contatos financeiros para ajudar a criar uma imprenta ilegal que era o principal veículo para o jornal de Vladimir Lenin. Deixou Baku em 1904 para trabalhar como engenheiro-chefe de Savva Morozov.
Suas atividades durante a Revolução de 1905 foram principalmente no financiamento de abastecimento para os revolucionários bolcheviques, incluindo a organização de roubos de banco. Krasin ajudou a organizar o assalto ao banco de Tíflis em 1907, um crime sangrento que ocorreu no meio da Praça de Erevan, matando 40 pessoas e ferindo 50.
No entanto, ele também gostou da emoção do terrorismo. Sua casa era o principal laboratório a partir do qual foram fabricadas as bombas usadas para atacar o primeiro-ministro Piotr Stolypin.
A busca pela excitação causou um rompimento com Lenin. Lenin, que costumava ser amargo em tais circunstâncias, permaneceu complementar em direção a Krasin, e continuou a exortá-lo a se juntar ao Partido.
Em 1908, ele deixou a Rússia e, no ano seguinte, colaborou com Alexander Bogdanov no lançamento do Vpered. Mais tarde retirou-se de atividades políticas por muitos anos. Teve uma carreira bem sucedida como engenheiro elétrico, tornando-se um milionário. Após a Revolução de Fevereiro de 1917, retornou e voltou aos bolcheviques. No governo dos bolcheviques, foi Comissário do Comércio Exterior de 1920 a 1924.

## Carreira diplomática
Krasin conheceu E. F. Wise em Copenhague, em abril de 1920. Wise estava representando o Conselho Econômico Supremo. Foi nessa capacidade que ele negociou e assinou o Acordo Comercial Anglo-Soviético de março de 1921. Em 1924 ele foi eleito para o Comitê Central do Partido Comunista, um cargo que ocupou até sua morte. Em 1924, tornou-se o primeiro embaixador soviético na França. Ele deixou o cargo um ano depois para Londres, onde morreu.

## Papel no projeto da Tumba de Lenin

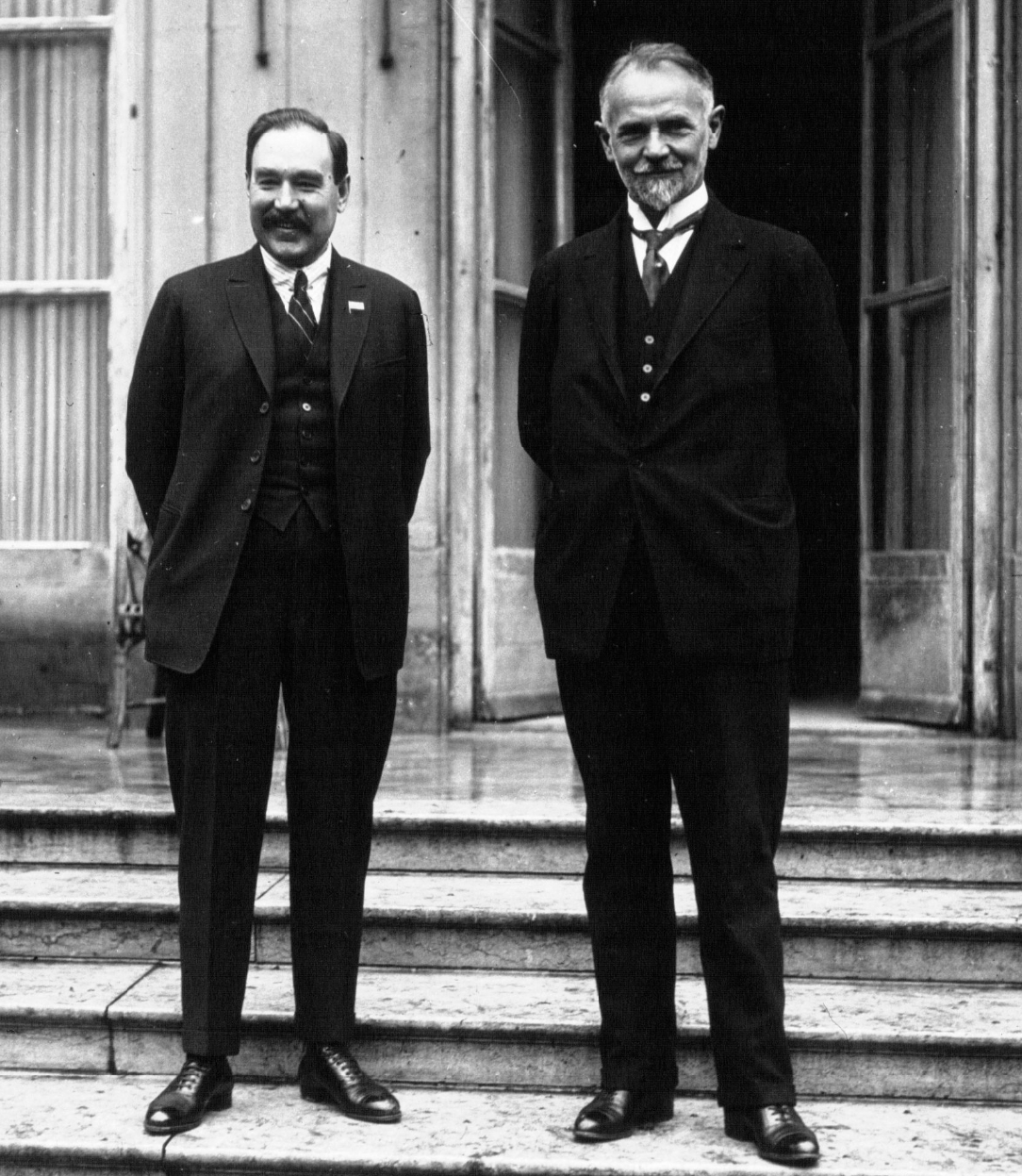
Leonid Krasin (à direita) com Alexander Shliapnikov. Foto tirada em 1924.

Krasin, na tradição de Nikolai Fedorovich Fedorov, acreditava na imortalização por meios científicos. No funeral de Lev Karpov em 1921, ele disse:
Estou certo de que virá o tempo em que a ciência se tornará todo-poderosa, que poderá recriar um organismo falecido. Estou certo de que chegará o momento em que alguém poderá usar os elementos da vida de uma pessoa para recriar a pessoa física. E estou certo de que, quando chegar a hora, quando a libertação da humanidade, usando todo o poder da ciência e da tecnologia, a força e capacidade de que não podemos agora imaginar, será capaz de ressuscitar grandes figuras históricas - e estou certo de que, quando chegar a hora, entre as grandes figuras estará nosso camarada, Lev Iakovlevich.
Pouco depois da morte de Lenin, ele escreveu um artigo sobre "A imortalização de Lenin" e propôs um monumento contendo cadáver do líder comunista que se tornaria um centro de peregrinação como Jerusalém ou Meca. Krasin, junto com Anatóli Lunatcharski, anunciou um concurso para projetos do monumento permanente/mausoléu. Também tentou sem sucesso conservar criogenicamente o corpo de Lenin.

## Morte
Enquanto Krasin estava negociando o reconhecimento formal do governo bolchevique pelo Reino Unido e pela França, e apesar dos remédios propostos por seu velho amigo, o médico Alexander Bogdanov, morreu de uma doença do sangue. A procissão de funeral de Krasin, três dias depois, incluiu 6 000 pessoas de lamentação, muitos deles simpatizantes bolcheviques; ele foi cremado no Crematório de Golders Green antes de ser enterrado na Necrópole da Muralha do Kremlin em Moscou.
Sua posição em Londres foi preenchida por Christian Rakovski.
Dois quebra-gelos (um lançado em 1917 e um em 1976) receberam sua nome.
Durante a Grande Expurgo e até a morte de Stalin, ele foi largamente omitido da história do Partido Comunista e do governo soviético. Sua filha Liubov casou-se com o político e diplomata francês Gaston Bergery, de quem ela se divorciou em 1928. Depois da guerra, ela se casou com o político e jornalista francês Emmanuel d'Astier de La Vigerie.

## Textos
- "Our Trade Policy", Labour Monthly, Vol II, No.1, Janeiro de 1922